# Adelaide Ferreira
Maria Adelaide Mengas Matafome Ferreira, mais conhecida como Adelaide Ferreira (Minde, Alcanena, 1 de janeiro de 1960), é uma atriz e cantora portuguesa.

## História
Recebe formação em teatro através do CENDREV - Centro Dramático de Évora (1976) ingressando, de seguida, no Grupo 4 do Teatro Aberto, onde trabalha sob a direção de João Lourenço, contracenando com Lia Gama, Rui Mendes, Henriqueta Maia, Irene Cruz, entre outros. Aí participa em espectáculos como Os Macacões e O Caso da Mãozinha Misteriosa, de Ary dos Santos; O Chá dos Generais, de Boris Vian; Crónica Atribulada do Esperançoso Fagundes, de Luís de Sttau Monteiro; Corpo Delito na Sala de Espelhos, de José Cardoso Pires; Andorra, de Marx Fritch de que é protagonista em 1980.
Grava os singles "Meu Amor (Vamos Conversar os Dois") e "Espero Por Ti", que têm a participação de Paulo de Carvalho.
Entretanto trabalha no cinema participando no filme Kilas, o Mau da Fita de José Fonseca e Costa.
Em 1981 edita o single Baby Suicida, composto com o guitarrista Luís Fernando, seu marido na altura, que se torna um grande sucesso. Edita novo single com os temas "Bichos" e "Trânsito". Edita em 1983 o máxi-single "Não Não Não".
No Festival RTP da canção de 1984 vence o prémio de interpretação com o tema "Quero-Te, Choro-Te, Odeio-Te, Adoro-Te". É convidada para o Festival da OTI, realizado no México, onde fica em 2º lugar com o tema "Vem No Meu Sonho".
É maioritariamente conhecida pelos seus magníficos desempenhos vocais, atingindo altíssimos agudos, tão bem quanto os seus graves.
Conhecida como a "Céline Dion Portuguesa", em 1985 vence o Festival RTP da Canção com o tema "Penso Em Ti (Eu Sei)" (uma balada), representando Portugal no Festival Eurovisão da Canção, onde terminou num decepcionante 18º lugar (penúltimo, à frente apenas da canção da Bélgica, interpretada por Linda Lepomme) e 9 pontos. Nesse ano estreia-se em televisão na série Duarte & Cia., de Rogério Ceitil (RTP1).
Em 1988, edita o álbum Entre Um Coco e Um Adeus, que integra um dos seus maiores êxitos, "Papel Principal".
Em 1989, o álbum Amantes Imortais, onde aparece a balada "Dava Tudo".
Em 1995 regressa aos discos com o álbum O Realizador Está Louco editado pela Vidisco.
Em 1998, a BMG lança o álbum Só Baladas, com algumas das baladas antigas mais bonitas e seis inéditas. O primeiro single é uma nova versão de "Papel Principal" com a participação de Dulce Pontes.
Em 2000, é editado o álbum "Sentidos".
Em 2006, Adelaide Ferreira regressa à música pela mão do produtor Luís Jardim, que com ela assina Mais Forte que a Paixão, disco gravado entre Lisboa e Londres.
Em 2008, lança o álbum O Melhor de Adelaide Ferreira, onde junta todos os seus melhores êxitos. Nesse mesmo ano, canta ao lado de Beatriz Costa, participante do concurso Uma Canção para ti, e participa no single "Só Malucos", do grupo Black Company.
Em 2011, lança o álbum Esqueço-me de te esquecer tendo como singles "Adeus" e "Esqueço-me de esquecer".
Em 2016, é convidada a integrar o elenco de "Parque à Vista", regressando assim aos palcos do Teatro Maria Vitória - Parque Mayer, estreando-se na Revista à Portuguesa, onde tem um desempenho extraordinário.
Em 2017, foi galardoada com o  Prémio Lusofonia 2019, na categoria da música.

### Atividade política
Em 2025, é a candidata do Alternativa Democrática Nacional à Câmara Municipal de Lisboa nas Eleições autárquicas portuguesas de 2025.

## Discografia

### Álbuns
- 1986 - Entre Um Coco e Um Adeus
- 1989 - Amantes Imortais / Fast'n Fear
- 1996 - O Realizador está Louco
- 1998 - Só Baladas
- 2000 - Sentidos[10]
- 2006 - Mais Forte que a Paixão
- 2008 - O Melhor de Adelaide Ferreira
- 2011 - Colecção Grandes Êxitos
- 2011 - Esqueco-me de te Esquecer

### Compactos
- Meu Amor Vamos Conversar os Dois (Single, Nova, 1978)
- Espero por Ti/Alegria Em Flor (Single, Nova, 1980)
- Baby Suicida/A Tua Noite (Single, Vadeca, 1981)
- Bichos/Trânsito (Single, Vadeca, 1981)
- Não Não Não/Danada do Rock'n'Roll (Máxi, Polygram, 1983)
- Quero-Te, Choro-te, Odeio-Te, Adoro-te (Single, Polygram, 1984)
- Penso em Ti, Eu Sei/Vem No Meu Sonho (Single, Polygram, 1985)

### Colectâneas
- BB3 (2001) - Outro Sol
- O Olhar da Serpente (2002) - O Olhar da Serpente

## Televisão e teatro
- 2021 - A Máscara II ... Bulldog Francês, Concorrente (Ep.1 ao 3), 2.ª temporada
- 2012 - Incógnito .... Verónica
- 2008 - Podia Acabar o Mundo .... Mercedes del Pilar
- 2005 - Morangos com Açúcar.... Dadá
- 2002 - Tudo Por Amor.... Teresa Pires
- 2002 - Um Estranho em Casa .... Irene
- 2001 - Ganância
- 2001 - Bastidores .... Beatriz
- 2001 - Segredo de Justiça
- 2000 - Alves dos Reis .... Lisete
- 1999 - Docas 2.... Vários Papéis
- 1997 - Cuidado com o Fantasma
- 1995 - Cabaret.... Vários Papéis
- 1993 - Fera Ferida
- 1990 - Euronico.... Cantora
- 1990 - Grande Noite.... Vários papéis
- 1987 - Era uma Vez um Alferes
- 1986 - Duarte e Companhia.... Melita
- 1985 - Quando as Máquinas Param

## Cinema
- 1982 - Ana
- 1981 - Rita.... Secretária
- 1980 - Kilas, o Mau da Fita .... Palito La Reine

## Comentários
Adelaide Ferreira Citação: : "Se, por um lado, foi muito bom, porque me revelou como intérprete de baladas, por outro lado, a minha participação na Eurovisão foi muito frustrante e desgastante, porque víamos o investimento que os países faziam nas suas canções, o que não acontecia com a promoção das nossas músicas."